# سید یحیی دارابی
سید یحیی دارابی (تولد ۱۱۸۹ خورشیدی یزد - درگذشت ۱۲۲۸ نیریز) ملقب به وحید از پیروان کتاب بیان و نزدیکان سید علی محمد باب بود که در جریان قیام بابی‌های نیریز کشته شد.
پس از جنگ قلعه طبرسی و قیام بابیان زنجان قیامی دیگر در شهر نیریز فارس درگرفت.
پدرش سید جعفر کشفی دارابی فرزند ابو اسحاق، معروف به آیت‌الله کشفی دارابی یکی از علمای مکتب تشیع در قرن سیزدهم هجری بودو کتاب بلدالامین در اصول، اجابتةالمضطرین در اعتقادات، میزان در عدالت، برق و شرق در حدیث، سنا و برق در ادعیه و چند جلد رسائل دیگر نیز به رشته تحریر برده بود. سید حسین بن رضا بروجردی (۱۲۲۸ - ۱۲۷۶ ق) صاحب نخبةالمقال از شاگردان سیدجعفر دارابی بود. اغلب فرزندان جعفر دارابی مانند سید ریحان الله و سید یحیی از علمای بزرگ عصر خویش شدند، که سید یحیی به قتل رسید.

## ایمان آوردن به باب
سید یحیی دارابی، یکی از عالمان به نام و مشهور زمان محمد شاه که به نمایندگی از شاه برای بررسی دعوی سید باب به شیراز سفر کرده بود در سومین بار ملاقات خود با باب، تفسیر سوره کوثر را از او شنید و به باب ایمان آورد و در نامه‌ای به شاه اعلام نمود که دیگر به سوی پایتخت باز نخواهد گشت و در آخر نیز جان خویش را در راه آئین باب از دست داد و در راه او کشته شد.

## پس از ایمان آوردن به باب
وحید پس از ایمان آوردن به باب، شروع به سفرهای گسترده‌ای برای ترویج آئین بابی نمود. او برای اعلان ایمانش به پدر خود به بروجرد سفر کرد و پس از آن به اصفهان، اردستان و تهران رفت و در تهران مدتی نزد میرزا حسینعلی نوری (بهاءالله) اقامت داشت. او همچنین به خراسان و قزوین، شیراز و یزد سفر کرد. در زمستان ۱۸۴۷–۱۸۴۸ (۱۲۶۴ ه‍.ق) بار دیگر توانست با باب که به ماکو تبعید شده بود دیدار کند.
در ۱۸۴۹ (۱۲۶۵ ه‍.ق) وقتی که خبر درگیری میان پیروان باب و نیروهای دولتی در مقبره  طبرسی در مازندران به وحید که تهران بود رسید، تصمیم گرفت که راهی قلعهٔ  طبرسی شود اما از طریق بهاءالله متوجه شد که جاده‌ها توسط نیروهای دولتی بسته شده‌است و امکان سفر نیست.

## قیام بابی‌های نیریز
وحید اواخر ماه مه ۱۸۵۰ وارد نیریز شد. گفته می‌شود بسیاری از ساکنان نیریز برای استقبال از وحید به استهبانات آمدند. مدت کمی پس از ورود او به نیریز، ترویج آئین بابی توسط او مخالفت‌هایی برانگیخت. زین العابدین خان، فرمانده محلی بیش از ۱۰۰۰ نفر نیروی شبه نظامی را بسیج کرد تا جلو وحید و پیروانش را بگیرد. در نتیجه شهر به دو دسته تقسیم شد. در یک سو فرمانده و نیروهایش قرار داشتند که محلهٔ بازار را تحت تصرف داشتند و در سمت دیگر وحید و بابی‌ها.
ادوارد براون در خصوص قیام نیریز می‌گوید:در تابستان ۱۸۵۰ میلادی درحالی‌که محاصره زنجان در حال پیشرفت بود، شورش (قیام) بابی دیگری در نیریز در جنوب ایران روی داد. دولت تصمیم گرفته بود که جنبش بابی را ریشه کن کند. باب که اکنون محکوم به بیش از سه سال حبس شدید در ماکو و قلعه چهریق شده بود، عملاً نمی‌توانست به‌طور مستقیم مسئول گرایش به مقاومت مسلحانه احتمالی توسط پیروانش در نظر گرفته شود. با این وجود دولت او را سرچشمه آن تعالیمی می‌دانست که کل امپراتوری ایران را دچار تشنج کرده بود و تصمیم به مرگ او گرفت. درست در روز کشته‌شدن باب قیام نیریز و چندین هفته بعد درگیری زنجان سرکوب شدند.
قیام بابی‌های نیریز، به رهبری سید یحیی دارابی که در آن توده‌های وسیعی از مردم شرکت داشتند، به‌علت کمبود امکانات، چندان دوامی نیافت و با خشونت بسیار شدید کارگزاران حکومتی و فئودال های محلی سرکوب شد و پیشوای آن نیز به قتل رسید.

## کتیبه‌های مسجد جامع صغیر
مسجد جامع صغیر که به مسجد بازار نیز شهرت دارد (مسجد  خمینی کنونی). بنای قدیمی این مسجد چند سال پیش تخریب شد. همچنین تاریخ بنای آن را در سال ۷۳۳ ه‍.ق نیز گفته‌اند. کتیبه‌ای سنگی بر سردر مسجد موجود بوده که تاریخ ۸۴۰ ه‍.ق را داشته‌است. در این مسجد دو کتیبه تاریخی بوده‌است. نخست، کتیبه فرمان شاه طهماسب اول صفوی و کتیبه دیگر شرح وقایع سید یحیی دارابی در دوره ناصرالدین شاه است.